# St. Katharina (Hackenbroich)

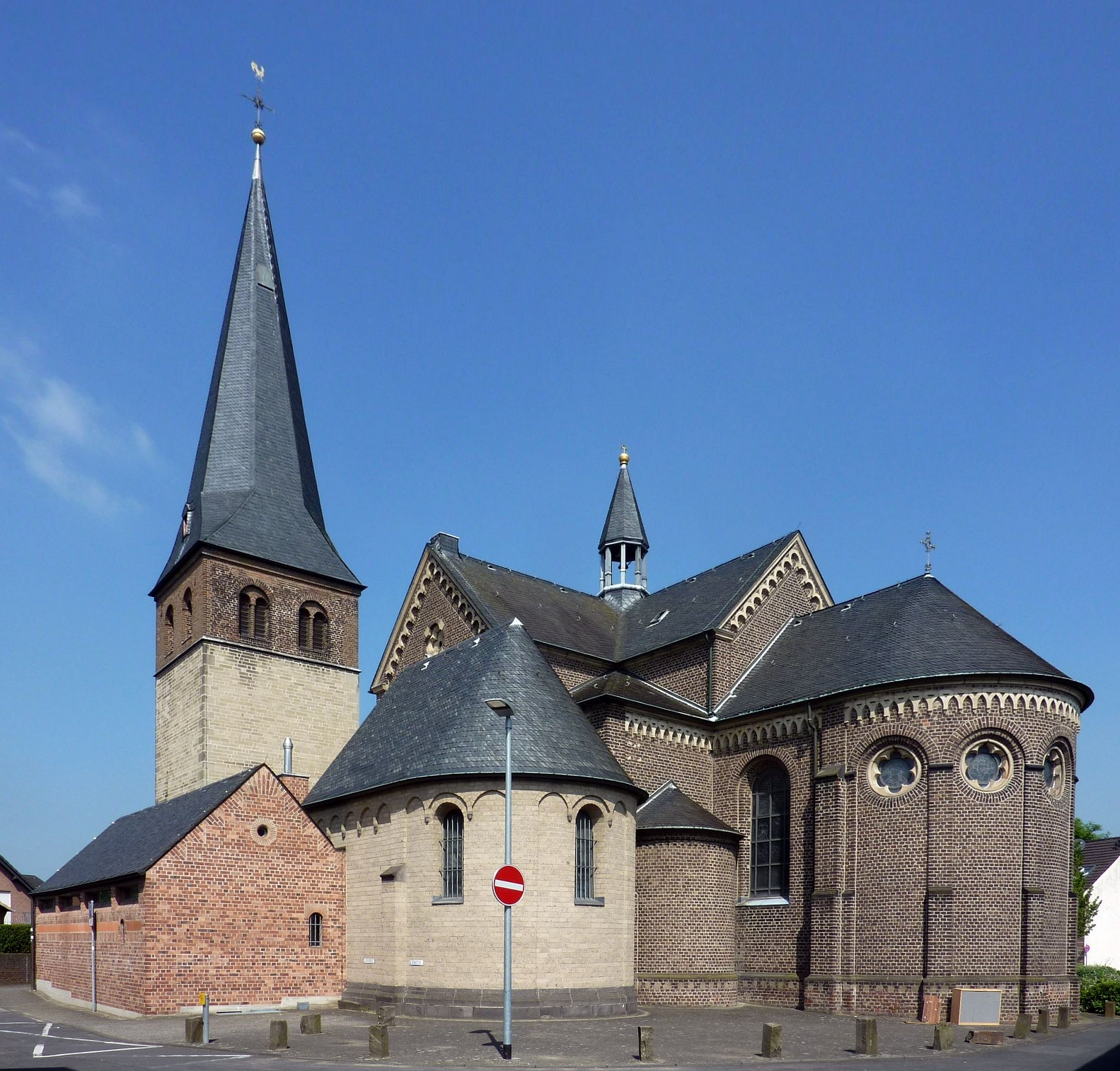
St. Katharina. Blick zum romanischen Chor

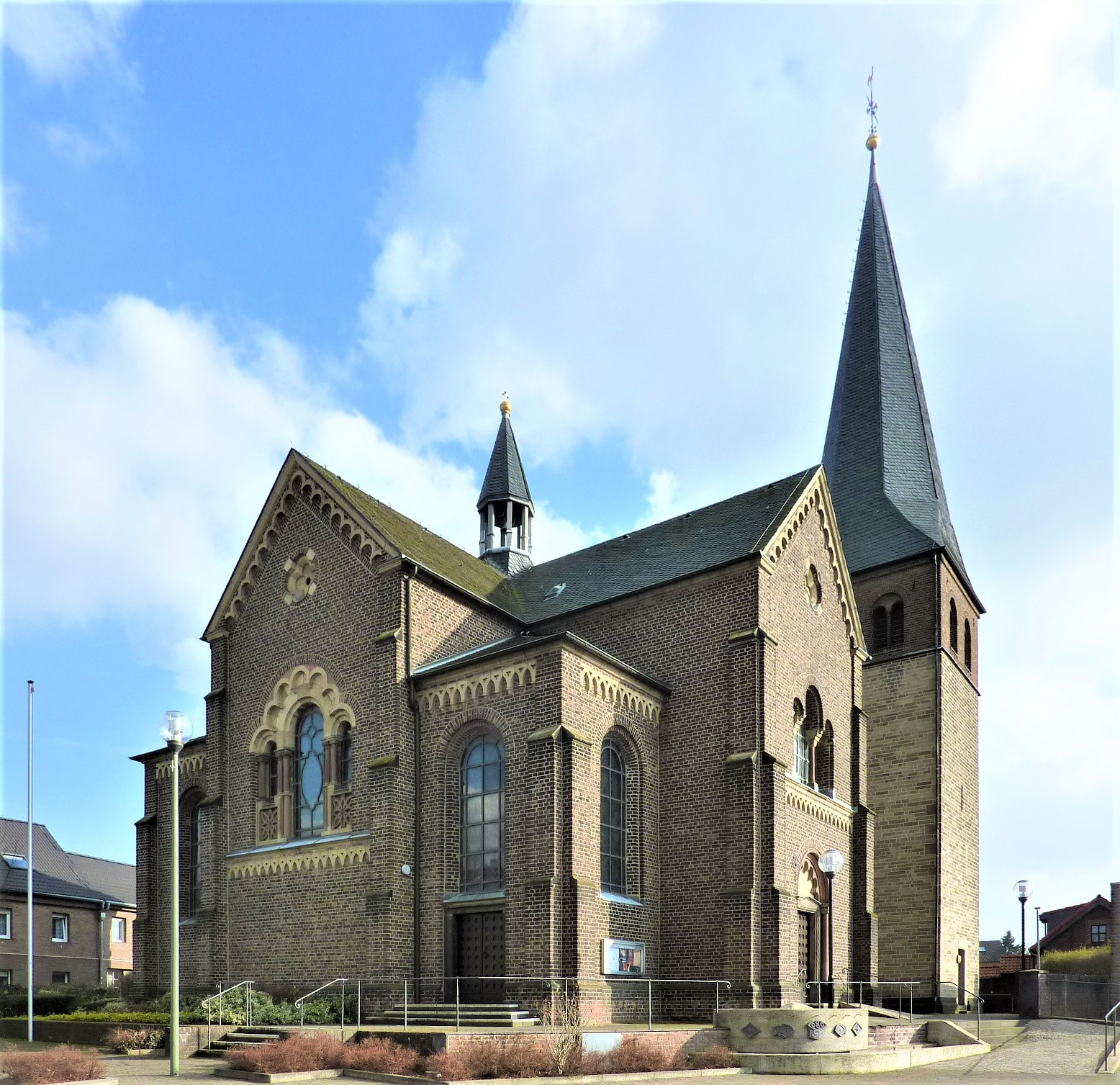
St. Katharina von Südosten

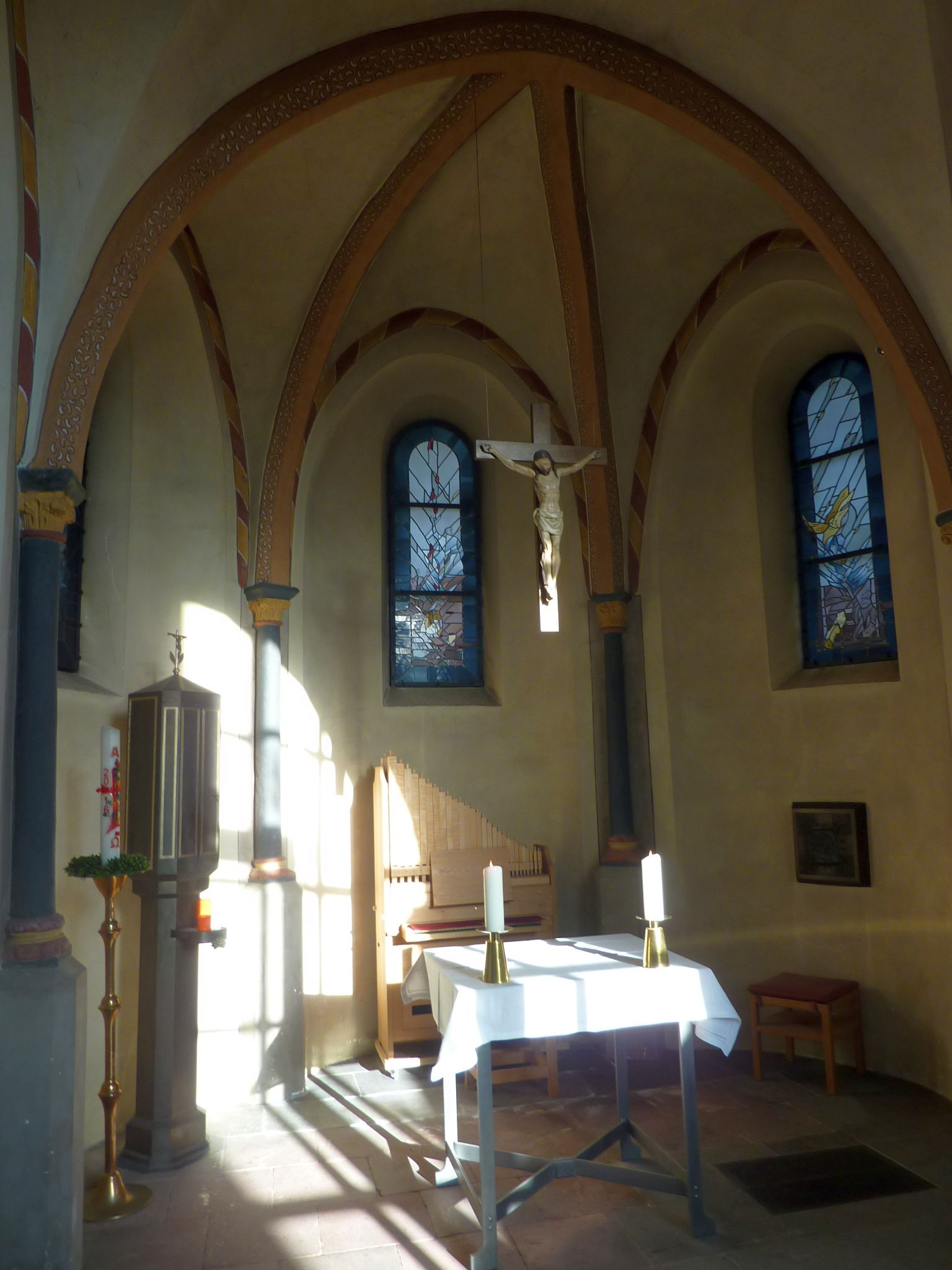
Blick in den romanischen Chor

St. Katharina ist die römisch-katholische Kirche von Dormagen-Hackenbroich (Rhein-Kreis Neuss) in Nordrhein-Westfalen. Seit dem 1. Januar 2009 gehört sie zur Pfarrei St. Michael im Kreisdekanat Rhein-Kreis Neuss (Erzbistum Köln).

## Geschichte
Die um 1200 errichtete romanische Kirche St. Katharina wurde 1268 durch Ludolf, den Herrn von Dyck, der Deutschordenskommende Koblenz geschenkt, in deren Besitz sie bis zur Säkularisation war. 1865 wurde die Kirche bis auf den Turm und den Chor niedergelegt und daneben eine neue Kirche nach Plänen des Architekten Heinrich Nagelschmidt errichtet. Der alte Chor diente fortan als Sakristei, dem aus Tuffstein errichteten Turm wurde ein viertes Stockwerk mit zwei Rundbogenfenstern auf jeder Seite aufgesetzt. Der Grundstein wurde am 22. August 1865 gelegt, am 23. November 1866 wurde der erste Gottesdienst gefeiert und am 17. Oktober 1870 fand schließlich die feierliche Kirchweihe durch den Kölner Erzbischof Paulus Melchers statt.
In den Jahren 1955–1959 wurde die Kirche außen und innen renoviert. 1982–1983 mussten Sanierungsarbeiten durchgeführt werden. Bei dieser Gelegenheit wurde der Altarbereich den liturgischen Empfehlungen des II. Vatikanischen Konzils angepasst und neu gestaltet. Den neuen Altar schuf der Bildhauer Paul Nagel. 1990 wurde an den alten romanischen Chor eine neue Sakristei angebaut und der Chor als Sakramentskapelle hergerichtet.

## Beschreibung
Der Grundriss der neuromanische Katharinenkirche entspricht einem  Griechischen Kreuz und ist von byzantinischen Zentralbauten inspiriert. Dem östlichen Kreuzarm ist ein eingezogener Chor mit halbrundem Abschluss vorgesetzt.
Im Turm befinden sich fünf Kirchenglocken aus Bronze, davon sind drei historisch, zwei neuere von 1960.
Übersicht
| Glocke | Name      | Gewicht | Durchmesser | Gießer                  | Gussjahr | Schlagton |
| ------ | --------- | ------- | ----------- | ----------------------- | -------- | --------- |
| 1      | Catharina | 930 kg  | 1166 mm     | Goerdt von Stummel      | 1666     | e’-1      |
| 2      | ?         | 645 kg  | 1030 mm     | Claudius Michelin       | 1635     | fis’-2    |
| 3      | Maria     | 400 kg  | 875 mm      | Petit & Gebr. Edelbrock | 1960     | a’-2      |
| 4      | Agatha    | 320 kg  | 778 mm      | (Johann von Andernach)  | 1509     | cis’’-10  |
| 5      | Josef     | 110 kg  | 580 mm      | Petit & Gebr. Edelbrock | 1960     | e’’±0     |

Eine weitere kleine Glocke ist die Magdalenenglocke. Sie hängt im Dachreiter über der Vierung und wird jeweils zur Wandlung geläutet.
Die Orgel auf der rückwärtigen Empore ist ein Werk der Orgelwerkstatt Willi Peter aus dem Jahr 1993. Sie verfügt über 17 Register auf zwei Manualen und Pedal. 2001 wurde das Instrument von der Erbauerwerkstatt überholt.